# Сан Ђовани д'Асо
Сан Ђовани д'Асо (итал. San Giovanni d'Asso) је насеље у Италији у округу Сијена, региону Тоскана.
Према процени из 2011. у насељу је живело 329 становника. Насеље се налази на надморској висини од 306 м.

## Становништво
Према резултатима пописа становништва 2011. у општини је живело 898 становника.
| 1931. | 1936. | 1951. | 1961. | 1971. | 1981. | 1991. | 2001. | 2011. |
| ----- | ----- | ----- | ----- | ----- | ----- | ----- | ----- | ----- |
| 3.129 | 3.116 | 3.263 | 2.352 | 1.421 | 1.090 | 938   | 903   | 898   |